# Ингманн, Грета
Грета Ингманн (дат. Grethe Ingmann, урожд. Клемменсен дат. Clemmensen, 17 июня 1938 — 18 августа 1990) — датская певица
, в дуэте с мужем — гитаристом Юргеном Ингманном победившая на конкурсе песни Евровидение 1963 года.
С 17 лет выступала с оркестром Ричарда Грауэнгарда. В 1956 году вступила в брак с джазовым гитаристом Ю. Ингманном, с которым они образовали дуэт, ставший вскоре популярным в Скандинавии. После победы на конкурсе Dansk Melodi Grand Prix в 1963 году, дуэт представлял Данию на конкурсе песни «Евровидение», где также завоевал первое место с песней «Dansevise». После распада дуэта довольно успешно принимала участие в Dansk Melodi Grand Prix в 1978-80 гг.
В браке с Юргеном состояла до 1975 года. Скончалась от рака в 1990 году.